# Margit Nünke
Margit Nünke (Stettino, 15 novembre 1930 – Monaco di Baviera, 10 gennaio 2015) è stata una modella tedesca, vincitrice del concorso di bellezza Miss Europa nel 1956.

## Biografia
Fu eletta Miss Germania l'11 giugno 1955 presso Baden-Baden. L'anno successivo, il 1º giugno 1956 viene eletta Miss Europa a Stoccolma, davanti a 5000 spettatori, battendo le dodici candidate di altri stati europei. Nel 1955 ha partecipato anche a Miss Universo, tenutosi presso Long Beach, in California, dove ha raggiunto la quarta posizione.
Fra gli anni cinquanta e gli anni sessanta prende parte ad alcune produzioni televisive e cinematografiche fra cui I fidanzati della morte del 1956 e Nuda fra le tigri del 1959, dove ha anche la possibilità di mettere in risalto le sue doti di ex-ballerina. Per un breve periodo ha tentato anche la carriera di cantante.